# Diolinoir
Le Diolinoir est un cépage rouge créé en 1970 à Pully, en Suisse, au Domaine du Caudoz par André Jaquinet, à qui l'on doit également le Garanoir.

## Description
Comme son nom l’indique, le diolinoir est issu de la fécondation du rouge de dioly par du pollen de pinot noir.
Ce cépage est un cépage de première époque tardive, utilisable comme base pour des assemblages, mûrit entre le Gamay et le Merlot, et est principalement cultivé sur les coteaux du Valais.